# Flash Gordon (álbum)
Flash Gordon es el primer álbum banda sonora de la banda de rock Queen, lanzado al mercado por EMI el 8 de diciembre de 1980, para la película de ciencia ficción Flash Gordon. Supone también su noveno álbum de estudio. Todas las canciones del álbum menos "Flash's Theme" y "The Hero", son instrumentales.  El álbum alcanzó el número 10 en las listas británicas y el número 42 en los Estados Unidos.

## Lista de canciones
| CD  |                                                     |              |          |  |
| N.º | Título                                              | Escritor(es) | Duración |  |
| 1.  | «Flash's Theme»                                     | May          | 3:32     |  |
| 2.  | «In the Space Capsule (The Love Theme)»             | Taylor       | 2:21     |  |
| 3.  | «Ming's Theme (In the Court of Ming the Merciless)» | Mercury      | 2:53     |  |
| 4.  | «The Ring (Hypnotic Seduction of Dale)»             | Mercury      | 0:57     |  |
| 5.  | «Football Fight»                                    | Mercury      | 1:29     |  |
| 6.  | «In The Death Cell (Love Theme Reprise)»            | Taylor       | 2:23     |  |
| 7.  | «Execution of Flash»                                | Deacon       | 1:05     |  |
| 8.  | «The Kiss (Aura Resurrects Flash)»                  | Mercury      | 1:43     |  |
| 9.  | «Arboria (Planet of the Tree Man)»                  | Deacon       | 1:37     |  |
| 10. | «Escape from the Swamp»                             | Taylor       | 1:43     |  |
| 11. | «Flash to the Rescue»                               | May          | 2:43     |  |
| 12. | «Vultan's Theme (Attack of the Hawk Men)»           | Mercury      | 1:11     |  |
| 13. | «Battle Theme»                                      | May          | 2:18     |  |
| 14. | «The Wedding March»                                 | May          | 0:56     |  |
| 15. | «Marriage of Dale and Ming (And Flash Approaching)» | May, Taylor  | 2:04     |  |
| 16. | «Crash Dive on Mingo City»                          | May          | 1:00     |  |
| 17. | «Flash's Theme Reprise (Victory Celebrations)»      | May          | 1:23     |  |
| 18. | «The Hero»                                          | May          | 3:27     |  |

| Bonus track (1991 Hollywood Records CD reissue) |                                               |          |  |
| N.º                                             | Título                                        | Duración |  |
| 1.                                              | «Flash's Theme» (1991 Remix by Mistra Lawnge) | 6:43     |  |

| Disc 2: 2011 bonus EP |                                                              |          |  |
| N.º                   | Título                                                       | Duración |  |
| 1.                    | «Flash» (single version)                                     | 2:48     |  |
| 2.                    | «The Hero» (October 1980... Revisited)                       | 2:55     |  |
| 3.                    | «The Kiss» (early version, March 1980)                       | 1:11     |  |
| 4.                    | «Football Fight» (early version, no synths! – February 1980) | 1:55     |  |
| 5.                    | «Flash» (live in Montreal, November 1981)                    | 2:12     |  |
| 6.                    | «The Hero» (live in Montreal, November 1981)                 | 1:48     |  |